# James Withycombe
James Withycombe, född 21 mars 1854 i Tavistock, Devon, död 3 mars 1919 i Salem, Oregon, var en amerikansk republikansk politiker. Han var Oregons guvernör från 1915 fram till sin död.
Withycombe växte upp i England och flyttade som vuxen till USA där han var verksam som jordbrukare. Han ställde upp i guvernörsvalet i Oregon 1906 men lyckades inte den gången. År 1914 vann han sedan valet.
Withycombe efterträdde 1915 Oswald West som Oregons guvernör. År 1919 avled han i ämbetet och gravsattes i Salem.